# (7574) 1989 WO1
(7574) 1989 WO1 est un objet de la ceinture principale extérieure de 23,774 km de diamètre découvert en 1989.

## Description
(7574) 1989 WO1 a été découvert le 20 novembre 1989 à l'observatoire de Nihondaira, situé sur une colline surplombant Shimizu-ku, Shizuoka, au Japon, par Watari Kakei, Minoru Kizawa et Takeshi Urata.

### Caractéristiques orbitales
L'orbite de cet astéroïde est caractérisée par un demi-grand axe de 3,46 UA, un périhélie de 2,87 UA, une excentricité de 0,17 et une inclinaison de 11,15° par rapport à l'écliptique. Du fait de ces caractéristiques, à savoir un demi-grand axe entre 3,2 et 4,6 UA, il est classé, selon la JPL Small-Body Database, comme objet de la ceinture principale extérieure.

### Caractéristiques physiques
(7574) 1989 WO1 a une magnitude absolue (H) de 11,8 et un albédo estimé à 0,089, ce qui permet de calculer un diamètre de 23,774 km. Ces résultats ont été obtenus grâce aux observations du Wide-field Infrared Survey Explorer (WISE), un télescope spatial américain mis en orbite en 2009 et observant l'ensemble du ciel dans l'infrarouge, et publiés en 2011 dans un article présentant les premiers résultats concernant les astéroïdes de la ceinture principale.